# Eduardo Jumisse
Eduardo Tomás Luís Jumisse (Maputo, 6 giugno 1984) è un ex calciatore mozambicano, di ruolo centrocampista.